# Olopatadina
El clorhidrato de olopatadina es un antihistamínico (así como anticolinérgicos y estabilizador de mastocitos, que se vende como un colirio bajo prescripción médica (solución al 0,2% Pataday (o Patanol S en algunos países), manufacturado por Alcon). Se usa para tratar la picazón asociada con la conjuntivitis alérgica (alergias del ojo). El clorhidrato de olopatadina se vende como Patanol (u Opatanol en algunos países. También se vende una formulación de spray nasal como Patanase, que fue aprobado por la FDA el 2008. En Japón también hay disponible una tableta oral bajo la marca comercial Allelock, manufacturada por Kyowa Hakko Kogyo.
No debe ser usada para tratar la irritación causada por los lentes de contacto. Debe usarse estrictamente la dosis pautada por el médico.
Sus efectos colaterales pueden incluir migraña (7% de ocurrencia), sensación de quemazón y aguijoneo (5%), ojo seco, sensación de cuerpo extraño, hiperemia, queratitis, edema de párpado, prurito, astenia, síndrome de frío, faringitis, rinitis, sinusitis, y confusión del sabor.
La olopatadina fue desarrollada por Kyowa Hakko Kogyo.